# Lengyel labdarúgó-bajnokság (első osztály)
Az Ekstraklasa a lengyel labdarúgás legmagasabb osztálya. A bajnokságot 1927-ben alapították, tizenhat csapat alkotja. A jelenlegi címvédő a Lech Poznań.

## Jelenlegi résztvevők

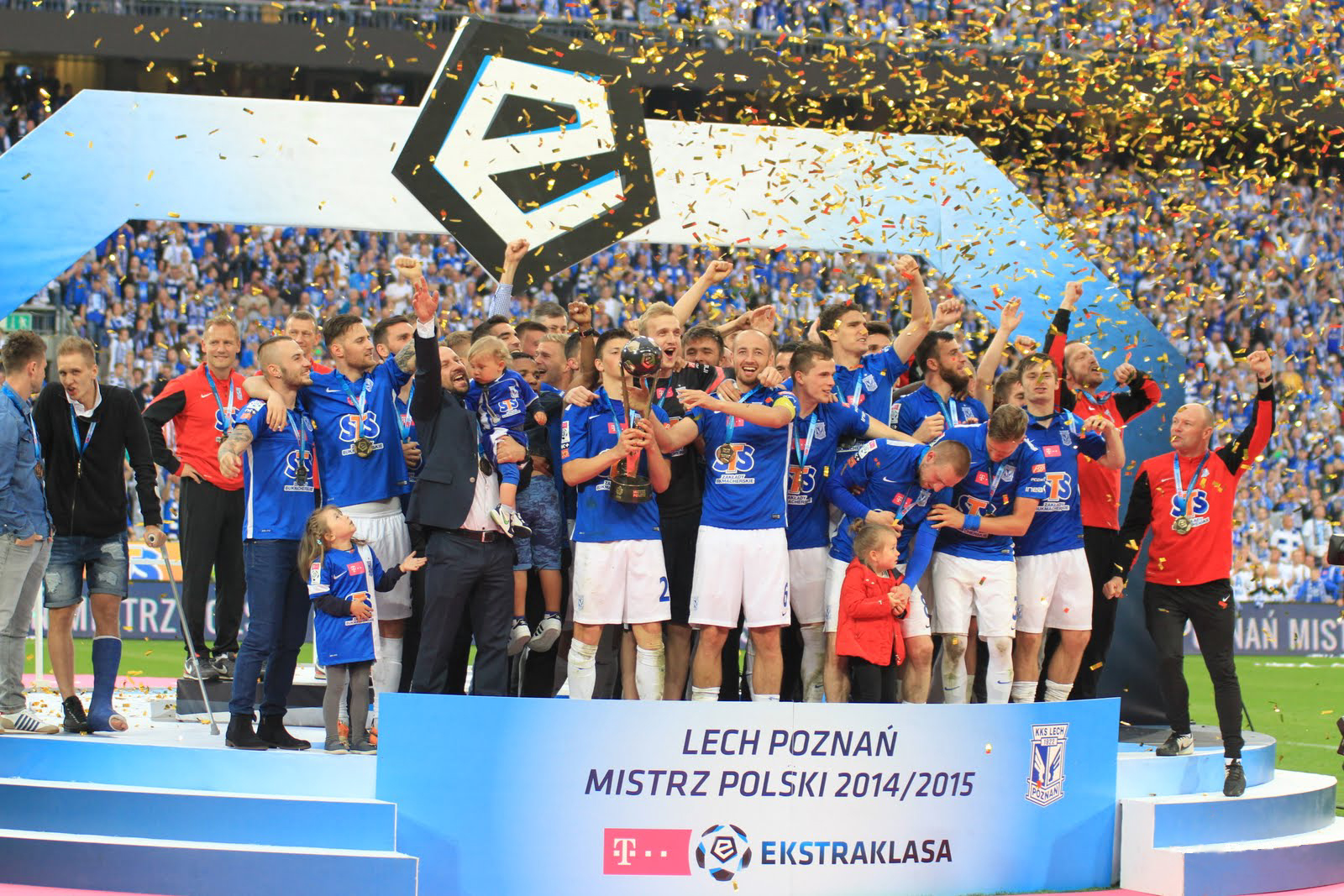
Lech Poznań 2014/15

A 2021/22-es szezon csapatai:
| Csapat                       | Város       | Stadion                                  | Befogadóképesség |
| ---------------------------- | ----------- | ---------------------------------------- | ---------------- |
| Bruk-Bet Termalica Nieciecza | Nieciecza   | Stadion Sportowy Bruk-Bet Termalica      | 4 666            |
| Cracovia                     | Krakkó      | Stadion Cracovii (Józef Piłsudski)       | 15 114           |
| Górnik Łęczna                | Łęczna      | Stadion Górnika Łęczna                   | 7 200            |
| Górnik Zabrze                | Zabrze      | Stadion Ernest Pohl                      | 24 563           |
| Jagiellonia Białystok        | Białystok   | Stadion Jagiellonii                      | 22 432           |
| Lech Poznań                  | Poznań      | Stadion Poznań                           | 43 269           |
| Lechia Gdańsk                | Gdańsk      | Polsat Plus Arena Gdańsk                 | 43 615           |
| Legia Warszawa               | Varsó       | Stadion Wojska Polskiego                 | 31 800           |
| Piast Gliwice                | Gliwice     | Stadion im. Piotra Wieczorka             | 10 037           |
| Pogoń Szczecin               | Szczecin    | Stadion im. Floriana Krygiera            | 8 990            |
| Radomiak                     | Radom       | Stadion Lekkoatletyczno-Piłkarski        | 4 072            |
| Raków Częstochowa            | Częstochowa | Miejski Stadion Piłkarski Raków          | 5 500            |
| Stal Mielec                  | Mielec      | Stadion Stali Mielec                     | 6864             |
| Śląsk Wrocław                | Wrocław     | Wrocław Városi Stadion                   | 45 105           |
| Warta Poznań                 | Poznań      | Stadion Dyskobolii Grodzisk Wielkopolski | 5383             |
| Wisła Kraków                 | Krakkó      | Stadion Miejski (Henryk Reyman)          | 33 326           |
| Wisła Płock                  | Płock       | Stadion (Kazimierz Górski)               | 3 500            |
| Zagłębie Lubin               | Lubin       | Stadion Zagłębia                         | 16 068           |

## Eddigi győztesek
- 1920: Nem fejeződött be
- 1921: Cracovia
- 1922: Pogoń Lwów
- 1923: Pogoń Lwów
- 1924: Nem rendezték meg2
- 1925: Pogoń Lwów
- 1926: Pogoń Lwów
- 1927: Wisła Kraków
- 1928: Wisła Kraków
- 1929: Warta Poznań
- 1930: Cracovia
- 1931: Garbarnia Kraków
- 1932: Cracovia
- 1933: Ruch Hajduki Wielkie
- 1934: Ruch Hajduki Wielkie
- 1935: Ruch Hajduki Wielkie
- 1936: Ruch Hajduki Wielkie
- 1937: Cracovia
- 1938: Ruch Hajduki Wielkie
- 1939: Elmaradt3
- 1946: Polonia Warszawa
- 1947: Warta Poznań
- 1948: Cracovia
- 1949: Wisła Kraków
- 1950: Wisła Kraków

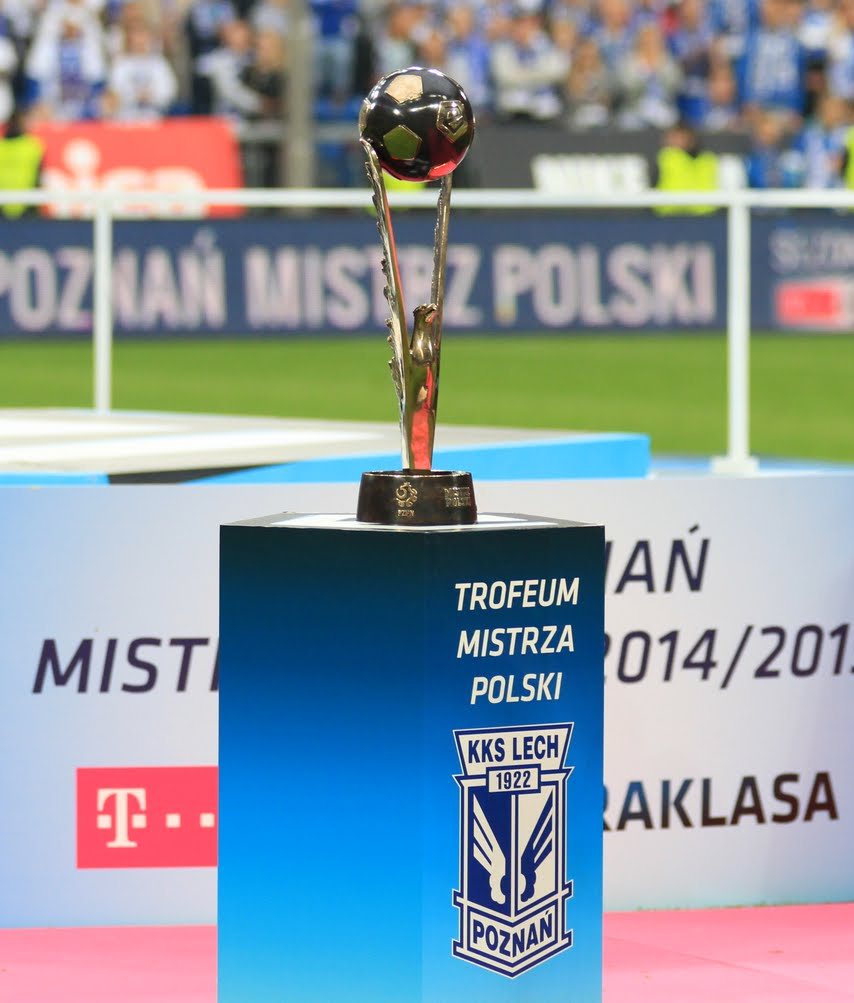
Ekstraklasa 2014/15

- 1951: Wisła Kraków/Ruch Chorzów
- 1952: Ruch Chorzów
- 1953: Ruch Chorzów
- 1954: Polonia Bytom
- 1955: Legia Warszawa
- 1956: Legia Warszawa
- 1957: Górnik Zabrze
- 1958: ŁKS Łódź
- 1959: Górnik Zabrze
- 1960: Ruch Chorzów
- 1961: Górnik Zabrze
- 1962: Polonia Bytom
- 1962–63: Górnik Zabrze
- 1963–64: Górnik Zabrze
- 1964–65: Górnik Zabrze
- 1965–66: Górnik Zabrze
- 1966–67: Górnik Zabrze
- 1967–68: Ruch Chorzów
- 1968–69: Legia Warszawa
- 1969–70: Legia Warszawa
- 1970–71: Górnik Zabrze
- 1971–72: Górnik Zabrze
- 1972–73: Stal Mielec
- 1973–74: Ruch Chorzów
- 1974–75: Ruch Chorzów
- 1975–76: Stal Mielec
- 1976–77: Śląsk Wrocław
- 1977–78: Wisła Kraków
- 1978–79: Ruch Chorzów
- 1979–80: Szombierki Bytom
- 1980–81: Widzew Łódź
- 1981–82: Widzew Łódź
- 1982–83: Lech Poznań
- 1983–84: Lech Poznań
- 1984–85: Górnik Zabrze
- 1985–86: Górnik Zabrze
- 1986–87: Górnik Zabrze
- 1987–88: Górnik Zabrze
- 1988–89: Ruch Chorzów
- 1989–90: Lech Poznań
- 1990–91: Zagłębie Lubin
- 1991–92: Lech Poznań
- 1992–93: Lech Poznań
- 1993–94: Legia Warszawa
- 1994–95: Legia Warszawa
- 1995–96: Widzew Łódź
- 1996–97: Widzew Łódź
- 1997–98: ŁKS Łódź
- 1998–99: Wisła Kraków
- 1999–00: Polonia Warszawa
- 2000–01: Wisła Kraków
- 2001–02: Legia Warszawa
- 2002–03: Wisła Kraków
- 2003–04: Wisła Kraków
- 2004–05: Wisła Kraków
- 2005–06: Legia Warszawa
- 2006–07: Zagłębie Lubin
- 2007–08: Wisła Kraków
- 2008–09: Wisła Kraków
- 2009–10: Lech Poznań
- 2010–11: Wisła Kraków
- 2011–12: Śląsk Wrocław
- 2012–13: Legia Warszawa
- 2013–14: Legia Warszawa
- 2014–15: Lech Poznań
- 2015–16: Legia Warszawa
- 2016–17: Legia Warszawa
- 2017–18: Legia Warszawa
- 2018–19: Piast Gliwice
- 2019–20: Legia Warszawa
- 2020–21: Legia Warszawa
- 2021–22: Lech Poznań
- 2022–23: Raków Częstochowa
- 2023–24: Jagiellonia Białystok
- 2024–25: Lech Poznań

1921–1926, 1946, 1947 nem volt
² Nem rendezték meg az 1924. évi nyári olimpiai játékok miatt.
³ Elmaradt a második világháború kitörése miatt. 1939. augusztus 31-én a Ruch Chorzów állt az élen.

## Legsikeresebb csapatok
| Címek | Csapat                | Év(ek)                                                                                   |
| ----- | --------------------- | ---------------------------------------------------------------------------------------- |
| 15    | Legia Warszawa        | 1955, 1956, 1969, 1970, 1994, 1995, 2002, 2006, 2013, 2014, 2016, 2017, 2018, 2020, 2021 |
| 14    | Górnik Zabrze         | 1957, 1959, 1961, 1963, 1964, 1965, 1966, 1967, 1971, 1972, 1985, 1986, 1987, 1988       |
| 14    | Ruch Chorzów          | 1933, 1934, 1935, 1936, 1938, 1951, 1952, 1953, 1960, 1968, 1974, 1975, 1979, 1989       |
| 13    | Wisła Kraków          | 1927, 1928, 1949, 1950, 1978, 1999, 2001, 2003, 2004, 2005, 2008, 2009, 2011             |
| 9     | Lech Poznań           | 1983, 1984, 1990, 1992, 1993, 2010, 2015, 2022, 2025                                     |
| 5     | Cracovia              | 1921, 1930, 1932, 1937, 1948                                                             |
| 4     | Widzew Łódź           | 1981, 1982, 1996, 1997                                                                   |
| 4     | Pogoń Lwów            | 1922, 1923, 1925, 1926                                                                   |
| 2     | Polonia Warszawa      | 1946, 2000                                                                               |
| 2     | Zagłębie Lubin        | 1991, 2007                                                                               |
| 2     | ŁKS Łódź              | 1958, 1998                                                                               |
| 2     | Stal Mielec           | 1973, 1976                                                                               |
| 2     | Polonia Bytom         | 1954, 1962                                                                               |
| 2     | Warta Poznań          | 1929, 1947                                                                               |
| 2     | Śląsk Wrocław         | 1977, 2012                                                                               |
| 1     | Garbarnia Kraków      | 1931                                                                                     |
| 1     | Szombierki Bytom      | 1980                                                                                     |
| 1     | Piast Gliwice         | 2019                                                                                     |
| 1     | Raków Częstochowa     | 2023                                                                                     |
| 1     | Jagiellonia Białystok | 2024                                                                                     |

### Régiók szerint
| Régió              | Címek | Győztes klubok |
| ------------------ | ----- | --- |
| Szilézia           | 32    | Górnik Zabrze (14), Ruch Chorzów (13), Polonia Bytom (2), Szombierki Bytom (1), Piast Gliwice (1), Raków Częstochowa (1) |
| Kis-Lengyelország  | 19    | Wisła Kraków (13), Cracovia (5), Garbarnia Kraków (1)                                                                    |
| Mazóvia            | 16    | Legia Warszawa (15), Polonia Warszawa (1)                                                                                |
| Nagy-Lengyelország | 11    | Lech Poznań (9), Warta Poznań (2)                                                                                        |
| Łódź               | 6     | Widzew Łódź (4), ŁKS Łódź (2)                                                                                            |
| Alsó-Szilézia      | 4     | Zagłębie Lubin (2), Śląsk Wrocław (2)                                                                                    |
| Kárpátalja         | 2     | Stal Mielec (2) |
| Podlasie           | 1     | Jagiellonia Białystok |

## Gólkirályok

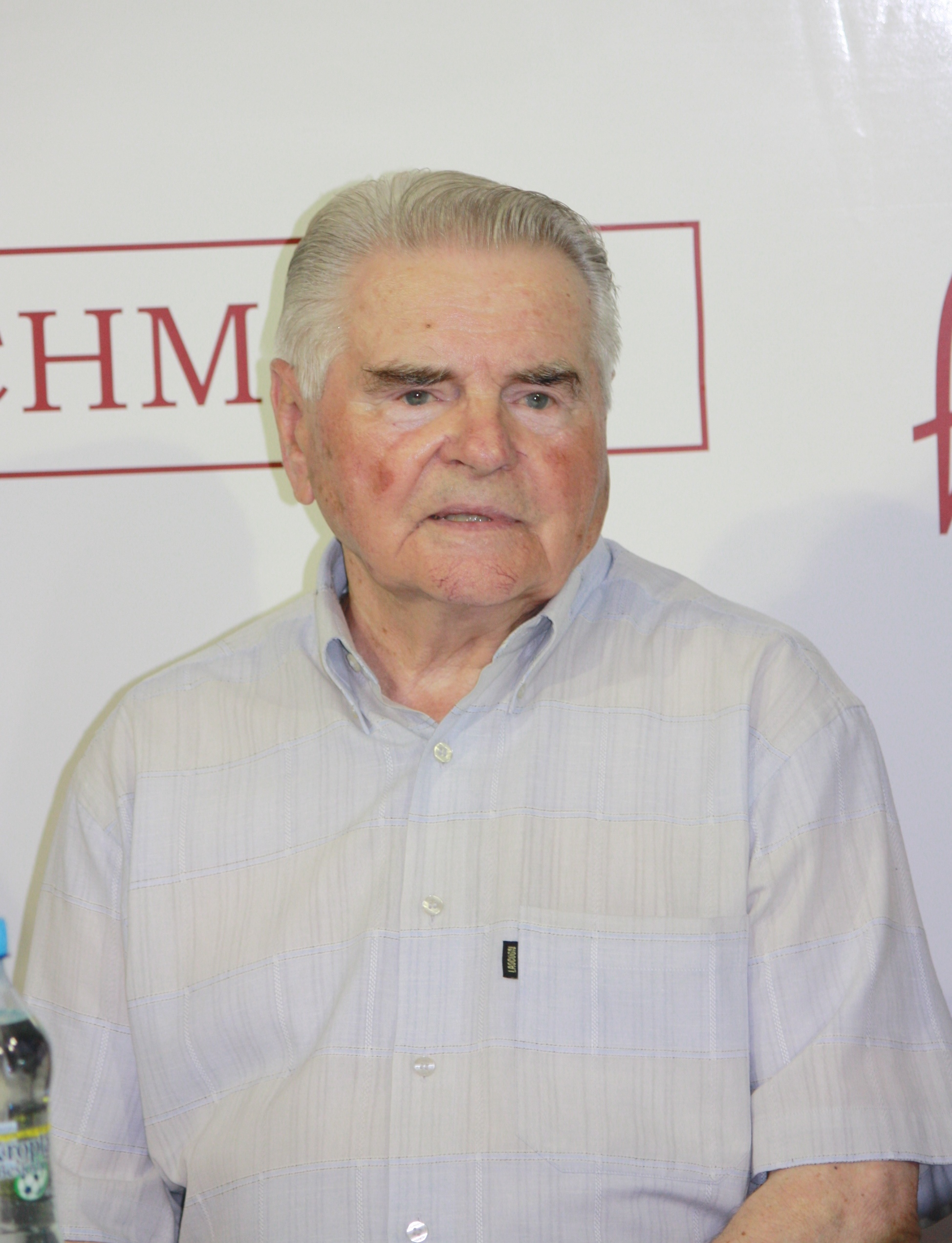
Lucjan Brychczy – 182

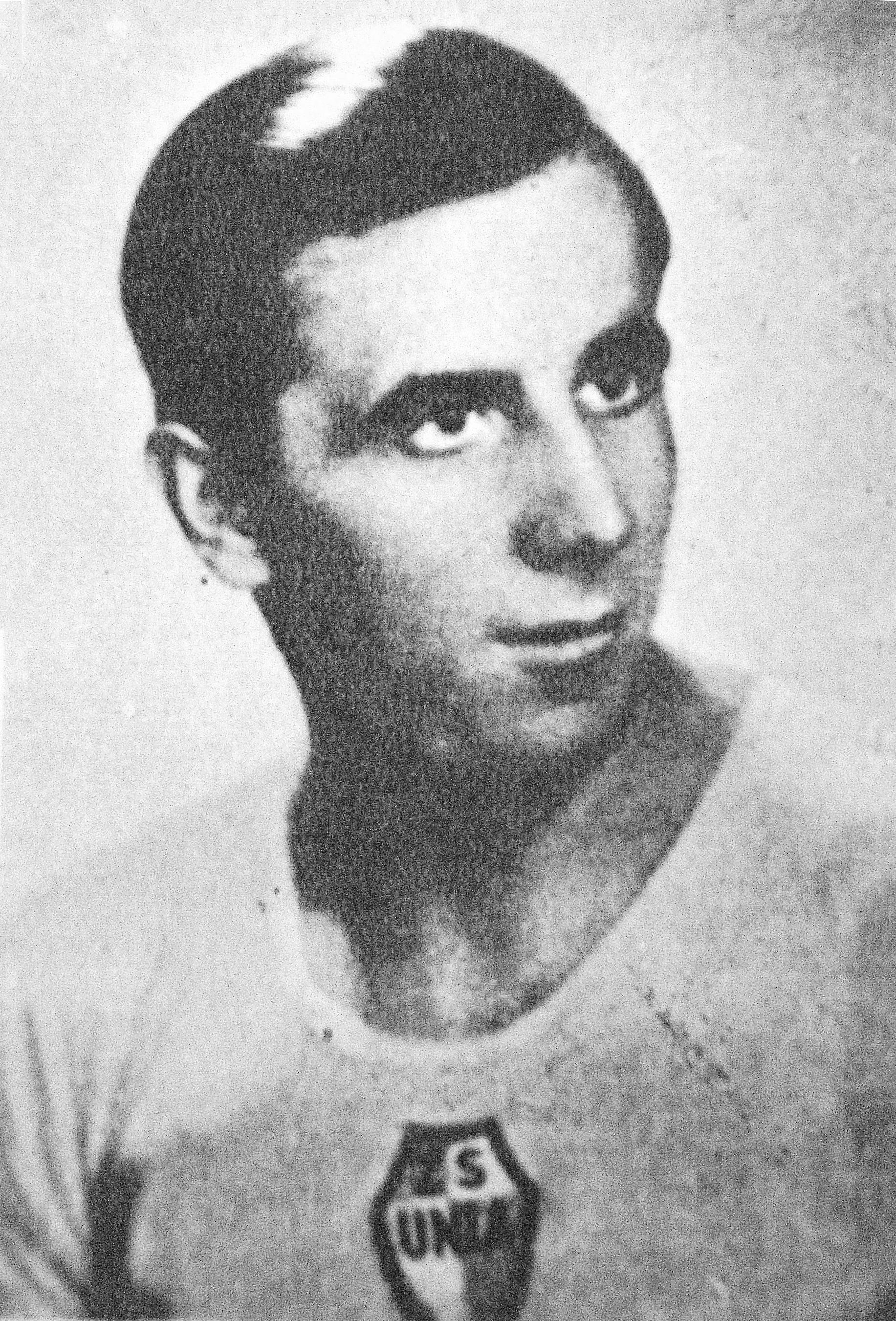
Gerard Cieślik – 168

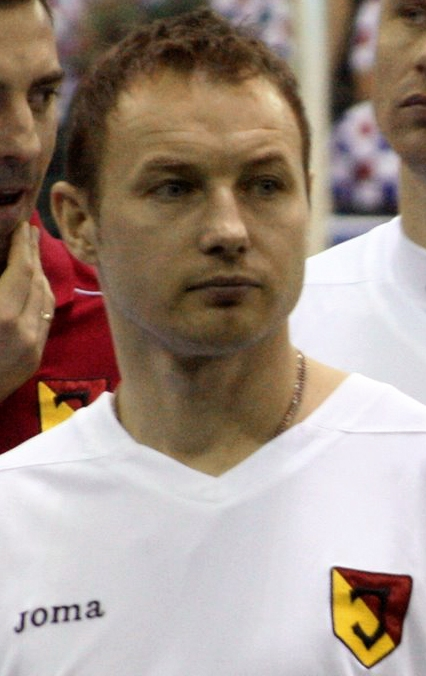
Tomasz Frankowski – 168

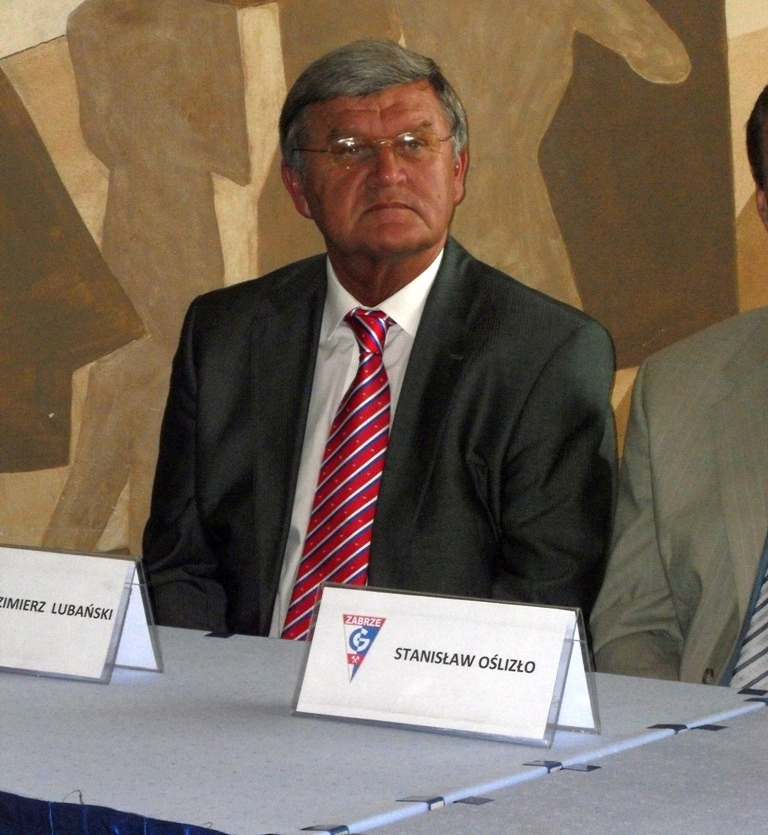
Włodzimierz Lubański – 155

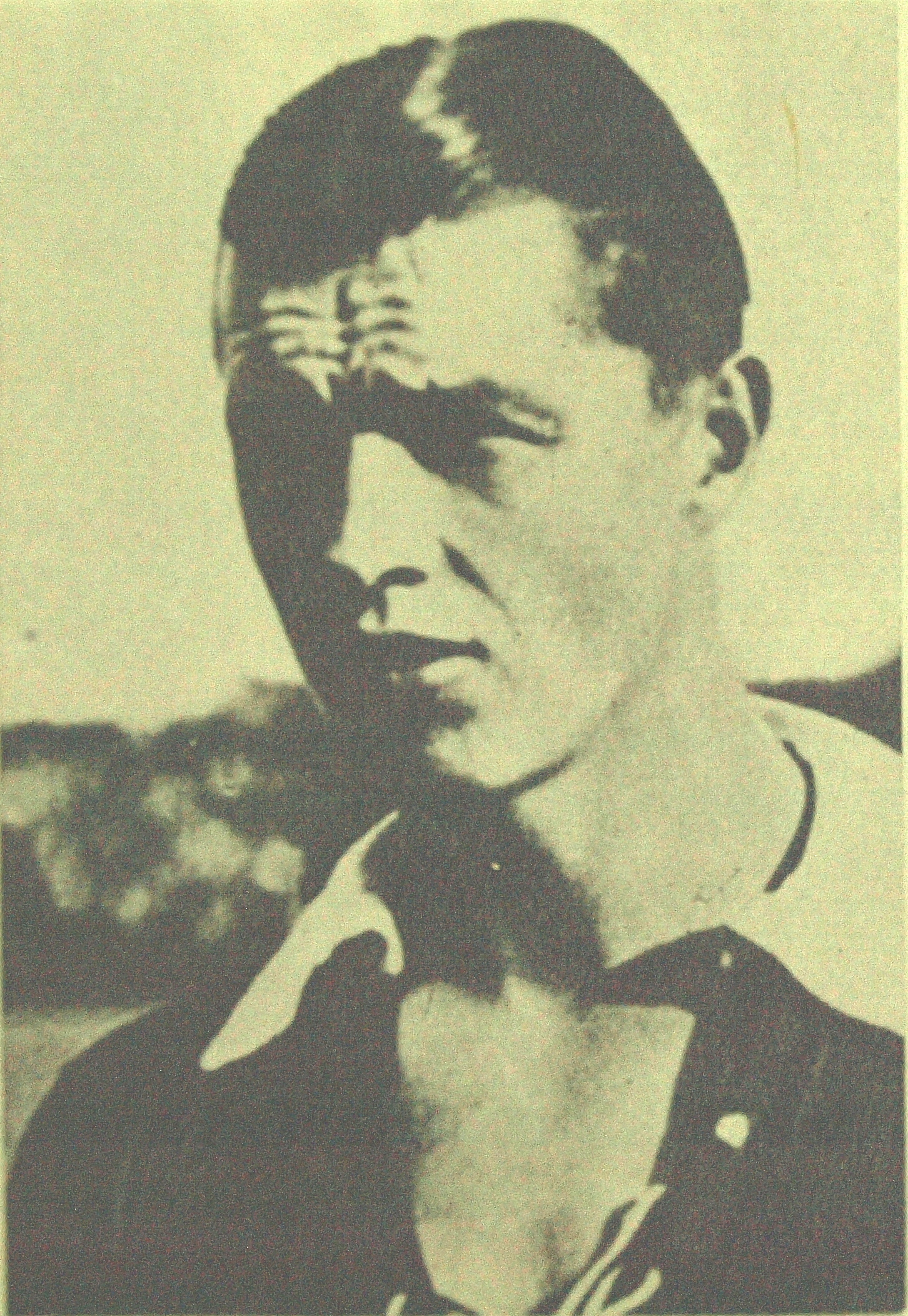
Teodor Peterek – 154

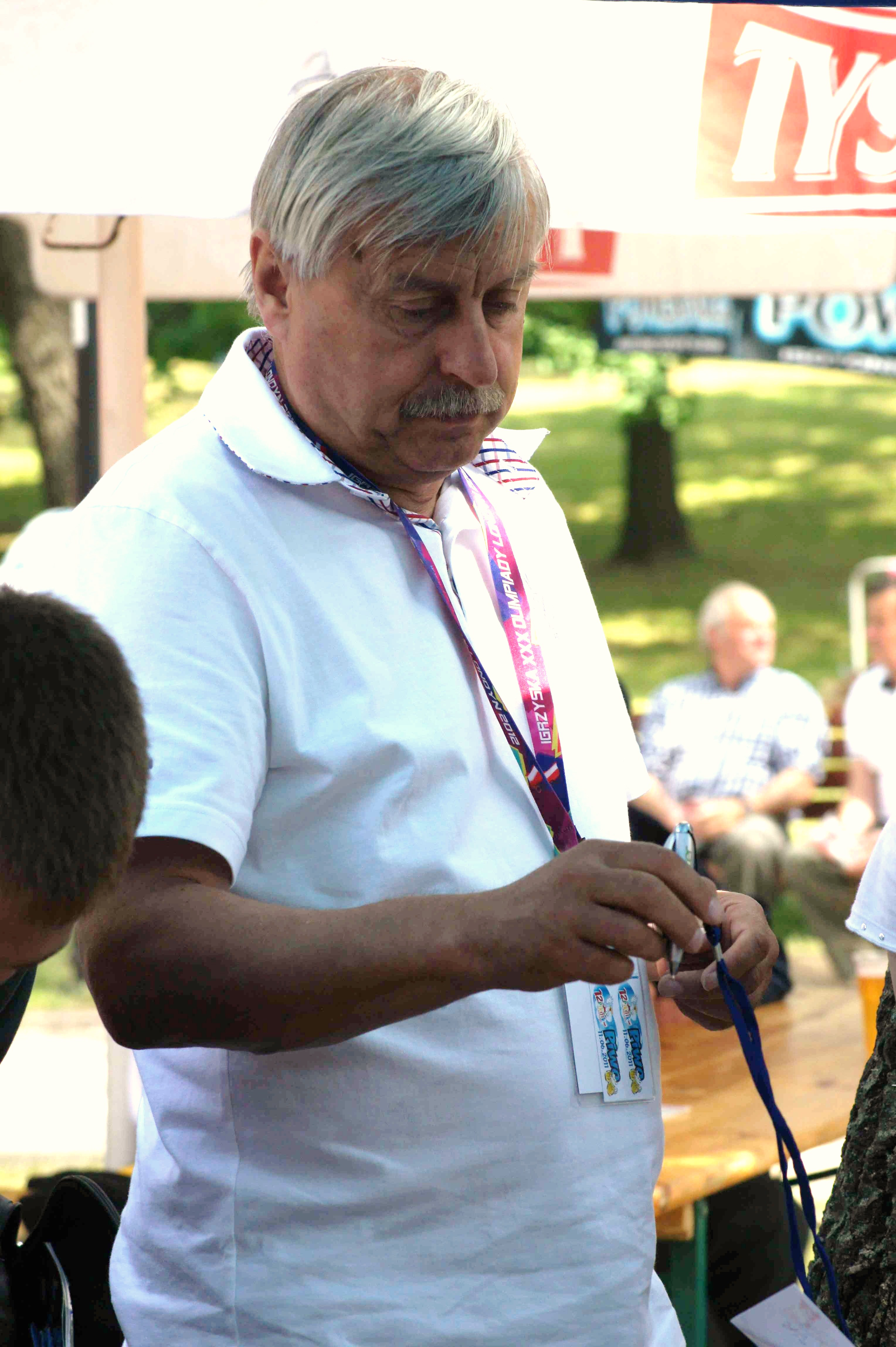
Kazimierz Kmiecik – 153

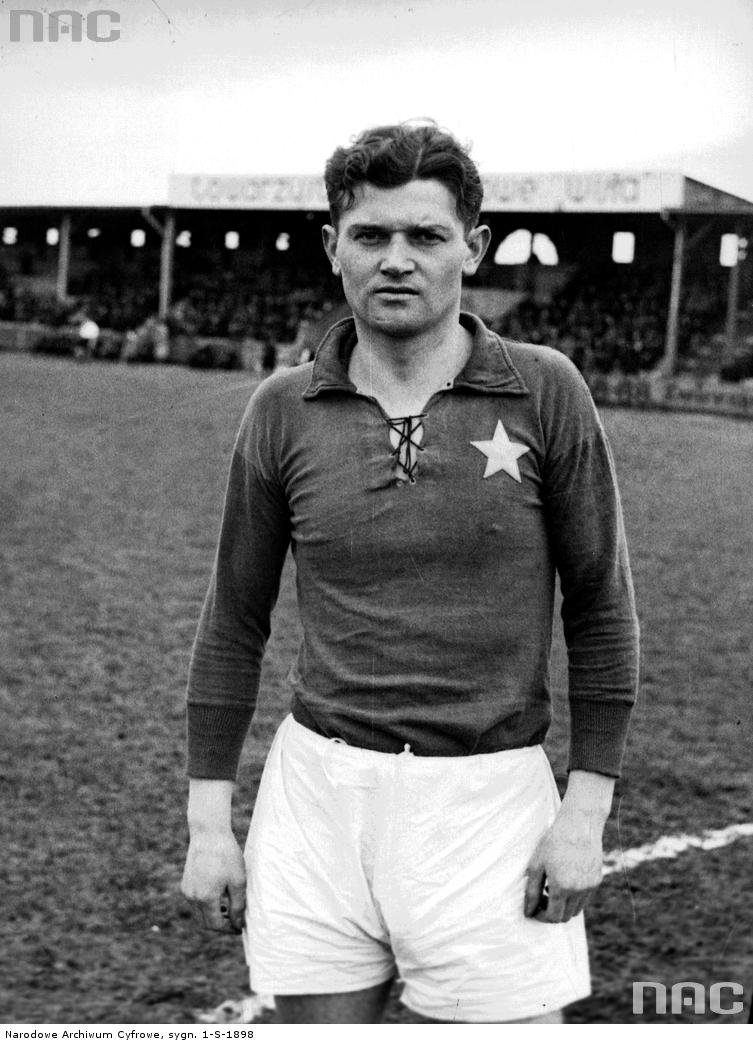
Fryderyk Scherfke – 134

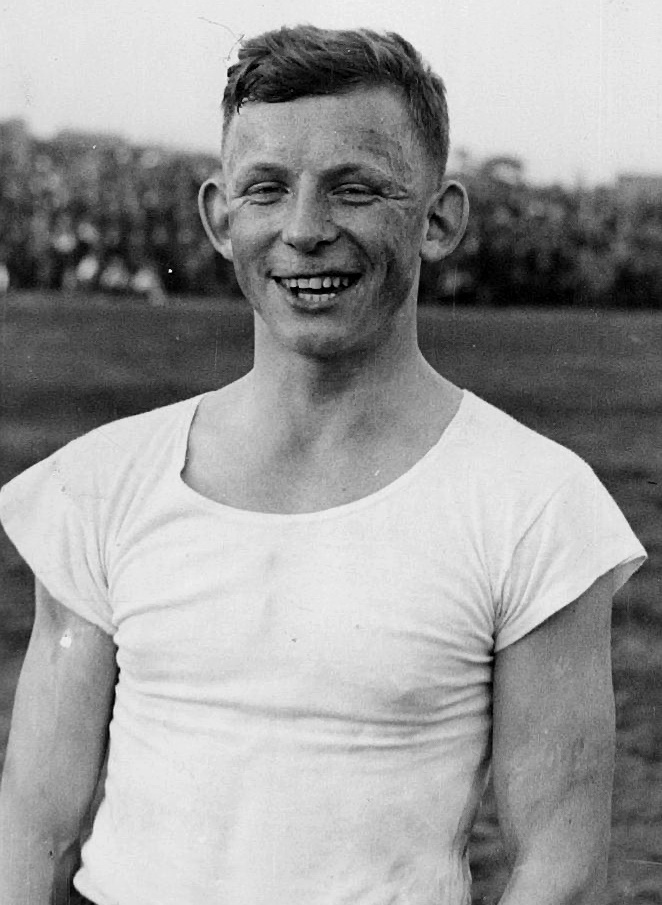
Ernst Willimowski – 112

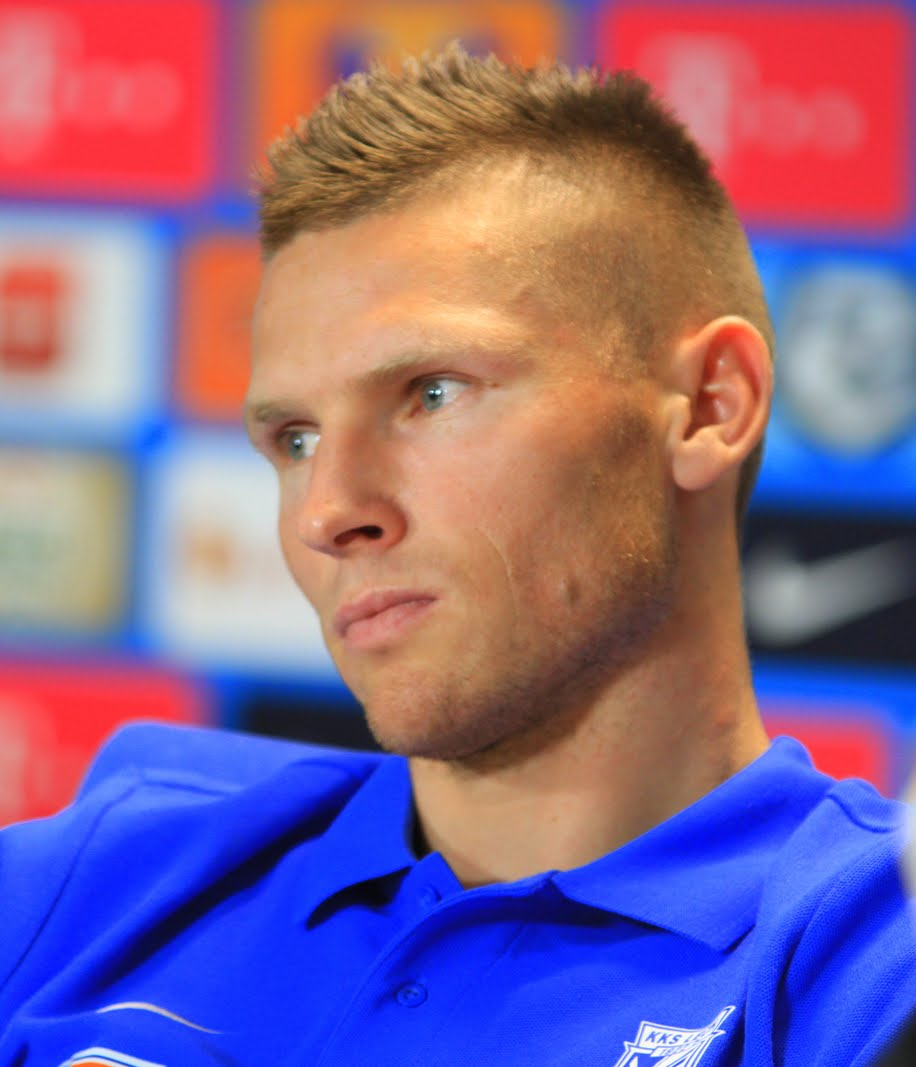
Marcin Robak – 65

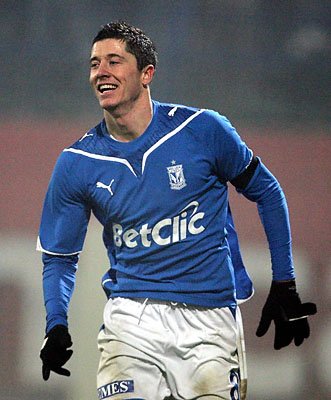
Robert Lewandowski – 32

### 1927–1939[4]
| Év   | Gólok | Játékos                          | Klub                 |
| ---- | ----- | -------------------------------- | -------------------- |
| 1927 | 37    | Henryk Reyman                    | Wisła Kraków         |
| 1928 | 28    | Ludwik Gintel                    | Cracovia             |
| 1929 | 25    | Rochus Nastula                   | Czarni Lwów          |
| 1930 | 24    | Karol Kossok                     | Cracovia             |
| 1931 | 24    | Walerian Kisieliński             | Wisła Kraków         |
| 1932 | 16    | Kajetan Kryszkiewicz             | Warta Poznań         |
| 1933 | 19    | Artur Woźniak                    | Wisła Kraków         |
| 1934 | 33    | Ernst Willimowski                | Ruch Hajduki Wielkie |
| 1935 | 22    | Michał Matyas                    | Pogoń Lwów           |
| 1936 | 18    | Teodor Peterek Ernst Willimowski | Ruch Hajduki Wielkie |
| 1937 | 12    | Artur Woźniak                    | Wisła Kraków         |
| 1938 | 21    | Teodor Peterek                   | Ruch Hajduki Wielkie |
| 1939 | 12    | Ernst Willimowski                | Ruch Hajduki Wielkie |

### 1948 óta[4]
| Év   | Gólok | Játékos                                             | Klub                                               |
| ---- | ----- | --------------------------------------------------- | -------------------------------------------------- |
| 1948 | 31    | Józef Kohut                                         | Wisła Kraków                                       |
| 1949 | 20    | Teodor Anioła                                       | Lech Poznań                                        |
| 1950 | 21    | Teodor Anioła                                       | Lech Poznań                                        |
| 1951 | 20    | Teodor Anioła                                       | Lech Poznań                                        |
| 1952 | 11    | Gerard Cieślik                                      | Ruch Chorzów                                       |
| 1953 | 24    | Gerard Cieślik                                      | Ruch Chorzów                                       |
| 1954 | 13    | Henryk Kempny Ernest Pohl                           | Polonia Bytom Legia Warszawa                       |
| 1955 | 16    | Stanisław Hachorek                                  | Gwardia Warszawa                                   |
| 1956 | 21    | Henryk Kempny                                       | Legia Warszawa                                     |
| 1957 | 19    | Lucjan Brychczy                                     | Legia Warszawa                                     |
| 1958 | 19    | Władysław Soporek                                   | ŁKS Łódź                                           |
| 1959 | 21    | Jan Liberda Ernest Pohl                             | Polonia Bytom Górnik Zabrze                        |
| 1960 | 17    | Marian Norkowski                                    | Polonia Bydgoszcz                                  |
| 1961 | 24    | Ernest Pohl                                         | Górnik Zabrze                                      |
| 1962 | 16    | Jan Liberda                                         | Polonia Bytom                                      |
| 1963 | 18    | Marian Kielec                                       | Pogoń Szczecin                                     |
| 1964 | 18    | Lucjan Brychczy Józef Gałeczka Jerzy Wilim          | Legia Warszawa Zagłębie Sosnowiec Szombierki Bytom |
| 1965 | 18    | Lucjan Brychczy                                     | Legia Warszawa                                     |
| 1966 | 23    | Włodzimierz Lubański                                | Górnik Zabrze                                      |
| 1967 | 18    | Włodzimierz Lubański                                | Górnik Zabrze                                      |
| 1968 | 24    | Włodzimierz Lubański                                | Górnik Zabrze                                      |
| 1969 | 22    | Włodzimierz Lubański                                | Górnik Zabrze                                      |
| 1970 | 18    | Andrzej Jarosik                                     | Zagłębie Sosnowiec                                 |
| 1971 | 13    | Andrzej Jarosik                                     | Zagłębie Sosnowiec                                 |
| 1972 | 16    | Ryszard Szymczak                                    | Gwardia Warszawa                                   |
| 1973 | 13    | Grzegorz Lato                                       | Stal Mielec                                        |
| 1974 | 15    | Zdzisław Kapka                                      | Wisła Kraków                                       |
| 1975 | 19    | Grzegorz Lato                                       | Stal Mielec                                        |
| 1976 | 20    | Kazimierz Kmiecik                                   | Wisła Kraków                                       |
| 1977 | 17    | Włodzimierz Mazur                                   | Zagłębie Sosnowiec                                 |
| 1978 | 15    | Kazimierz Kmiecik                                   | Wisła Kraków                                       |
| 1979 | 17    | Kazimierz Kmiecik                                   | Wisła Kraków                                       |
| 1980 | 24    | Kazimierz Kmiecik                                   | Wisła Kraków                                       |
| 1981 | 18    | Krzysztof Adamczyk                                  | Legia Warszawa                                     |
| 1982 | 15    | Grzegorz Kapica                                     | Szombierki Bytom                                   |
| 1983 | 15    | Mirosław Okoński Mirosław Tłokiński                 | Lech Poznań Widzew Łódź                            |
| 1984 | 14    | Włodzimierz Ciołek                                  | Górnik Wałbrzych                                   |
| 1985 | 14    | Leszek Iwanicki                                     | Motor Lublin                                       |
| 1986 | 20    | Andrzej Zgutczyński                                 | Górnik Zabrze                                      |
| 1987 | 24    | Marek Leśniak                                       | Pogoń Szczecin                                     |
| 1988 | 20    | Dariusz Dziekanowski                                | Legia Warszawa                                     |
| 1989 | 24    | Krzysztof Warzycha                                  | Ruch Chorzów                                       |
| 1990 | 18    | Andrzej Juskowiak                                   | Lech Poznań                                        |
| 1991 | 21    | Tomasz Dziubiński                                   | Wisła Kraków                                       |
| 1992 | 20    | Jerzy Podbrożny Mirosław Waligóra                   | Lech Poznań Hutnik Kraków                          |
| 1993 | 25    | Jerzy Podbrożny                                     | Lech Poznań                                        |
| 1994 | 21    | Zenon Burzawa                                       | Sokół Pniewy                                       |
| 1995 | 16    | Bogusław Cygan                                      | Stal Mielec                                        |
| 1996 | 29    | Marek Koniarek                                      | Widzew Łódź                                        |
| 1997 | 18    | Mirosław Trzeciak                                   | ŁKS Łódź                                           |
| 1998 | 14    | Arkadiusz Bąk Sylwester Czereszewski Mariusz Śrutwa | Polonia Warszawa Legia Warszawa Ruch Chorzów       |
| 1999 | 21    | Tomasz Frankowski                                   | Wisła Kraków                                       |
| 2000 | 19    | Adam Kompała                                        | Górnik Zabrze                                      |
| 2001 | 18    | Tomasz Frankowski                                   | Wisła Kraków                                       |
| 2002 | 21    | Maciej Żurawski                                     | Wisła Kraków                                       |
| 2003 | 24    | Stanko Svitlica                                     | Legia Warszawa                                     |
| 2004 | 20    | Maciej Żurawski                                     | Wisła Kraków                                       |
| 2005 | 25    | Tomasz Frankowski                                   | Wisła Kraków                                       |
| 2006 | 21    | Grzegorz Piechna                                    | Korona Kielce                                      |
| 2007 | 15    | Piotr Reiss                                         | Lech Poznań                                        |
| 2008 | 23    | Paweł Brożek                                        | Wisła Kraków                                       |
| 2009 | 19    | Paweł Brożek Takesure Chinyama                      | Wisła Kraków Legia Warszawa                        |
| 2010 | 18    | Robert Lewandowski                                  | Lech Poznań                                        |
| 2011 | 14    | Tomasz Frankowski                                   | Jagiellonia Białystok                              |
| 2012 | 22    | Artjoms Rudņevs                                     | Lech Poznań                                        |
| 2013 | 14    | Robert Demjan                                       | Podbeskidzie Bielsko-Biała                         |
| 2014 | 22    | Marcin Robak                                        | Piast Gliwice/Pogoń Szczecin                       |
| 2015 | 20    | Kamil Wilczek                                       | Piast Gliwice                                      |
| 2016 | 28    | Nikolics Nemanja                                    | Legia Warszawa                                     |
| 2017 | 18    | Marco Paixão Marcin Robak                           | Lechia Gdansk Lech Poznań                          |
| 2018 | 24    | Carlitos                                            | Wisła Kraków                                       |
| 2019 | 24    | Igor Angulo                                         | Górnik Zabrze                                      |
| 2020 | 24    | Christian Gytkjær                                   | Lech Poznań                                        |
| 2021 | 22    | Tomáš Pekhart                                       | Legia Warszawa                                     |
| 2022 | 20    | Ivi López                                           | Raków Częstochowa                                  |
| 2023 | 16    | Marc Gual                                           | Jagiellonia Białystok                              |
| 2024 | 19    | Erik Expósito                                       | Śląsk Wrocław                                      |
| 2025 |       |                                                     |                                                    |

### Örökranglista[5]
| #  | Játékos              | Klub(ok)                                       | Évek       | Gól |
| -- | -------------------- | ---------------------------------------------- | ---------- | --- |
| 1  | Ernest Pohl          | Legia Warszawa (43), Górnik Zabrze (143)       | 1954–1967  | 186 |
| 2  | Lucjan Brychczy      | Legia Warszawa                                 | 1954–1971  | 182 |
| 3  | Tomasz Frankowski    | Jagiellonia Białystok (53), Wisła Kraków (115) | 1992–2013  | 168 |
| 3  | Gerard Cieślik       | Ruch Chorzów                                   | 1948–1959  | 168 |
| 5  | Włodzimierz Lubański | Górnik Zabrze                                  | 1963––1975 | 155 |
| 5  | Teodor Peterek       | Ruch Chorzów                                   | 1928–1948  | 155 |
| 7  | Kazimierz Kmiecik    | Wisła Kraków                                   | 1968–1982  | 153 |
| 8  | Jan Liberda          | Polonia Bytom                                  | 1955–1971  | 147 |
| 9  | Paweł Brożek         | Wisła Kraków (135), GKS Katowice (5)           | 2001–2018  | 140 |
| 10 | Teodor Anioła        | Lech Poznań                                    | 1948–1957  | 139 |

## Ismertebb játékosok
| - Jakub Błaszczykowski - Jacek Bąk - Zbigniew Boniek - Artur Boruc - Paweł Brożek - Kazimierz Deyna - Jerzy Dudek - Łukasz Fabiański - Tomasz Frankowski - Roger Guerreiro - Ireneusz Jeleń - Ivica Križanac - Jacek Krzynówek - Tomasz Kuszczak - Grzegorz Lato - Robert Lewandowski - Włodzimierz Lubański - Adam Nawałka - Emmanuel Olisadebe - Grzegorz Rasiak - Artjoms Rudņevs - Euzebiusz Smolarek - Włodzimierz Smolarek - Wojciech Szczęsny - Andrzej Szarmach - Tomasz Wałdoch - Artur Wichniarek - Michał Żewłakow - Maciej Żurawski |

## Külső hivatkozások
- Hivatalos weboldal Archiválva 2015. július 12-i dátummal a Wayback Machine-ben
- naszaliga.pl
- pzpn.pl
- Ekstraklasa - magyar nyelvű oldal Archiválva 2020. december 2-i dátummal a Wayback Machine-ben
- 90minut.pl